# Карлсен, Гейр
Ге́йр Си́гурд Ка́рлсен (норв. Geir Sigurd Karlsen; 18 сентября 1948, Шиен — 26 июля 2024, Шиен) — норвежский футбольный вратарь, играл за сборную Норвегии.

## Биография

### Клубная карьера
Карлсен начинал карьеру в клубе «Одд», за который дебютировал в возрасте 17 лет. В составе этой команды он провёл четыре сезона и стал основным вратарём, после чего в 1970 году перешёл в «Русенборг».
В составе «Русенборга» Карлсен в 1971 году стал чемпионом Норвегии и обладателем Кубка страны. В том же году он был признан игроком года в Норвегии и вратарём года по версии VG. Odd.no. В 1973 году Карлсен переехал в Шотландию, где играл за «Данфермлин Атлетик» в течение двух сезонов. Следующим клубом в его карьере была «Волеренга», в которой он отыграл четыре сезона.
Последним клубом в карьере для Карлсена стал «Одд», в котором в 1983 году он завершил игровую карьеру.

### Карьера в сборной
За сборную Норвегии сыграл 32 матча, принимал участие в квалификационных матчах на чемпионат Европы 1972 года и чемпионат Европы 1976 года, чемпионат мира 1974 года и чемпионат мира 1978 года, но ни на один из этих турниров сборная Норвегии не квалифицировалась.

### Тренерская карьера
В 1984 году работал главным тренером клуба «Одд».

### Смерть
Скончался 26 июля 2024 года в возрасте 75 лет после продолжительной борьбы с раком.

## Достижения
«Русенборг»
- Чемпион Норвегии: 1971
- Обладатель Кубка Норвегии: 1971